# Тополовець-Писаровинський
Тополовець-Писаровинський (хорв. Topolovec Pisarovinski) — населений пункт у Хорватії, в Загребській жупанії у складі громади Писаровина.

## Населення
Населення за даними перепису 2011 року становило 61 осіб.
Динаміка чисельності населення поселення:

## Клімат
Середня річна температура становить 10,57 °C, середня максимальна – 25,31 °C, а середня мінімальна – -6,65 °C. Середня річна кількість опадів – 963 мм.
| Клімат поселення                              | Клімат поселення | Клімат поселення | Клімат поселення | Клімат поселення | Клімат поселення | Клімат поселення | Клімат поселення | Клімат поселення | Клімат поселення | Клімат поселення | Клімат поселення | Клімат поселення | Клімат поселення |
| Показник                                      | Січ.             | Лют.             | Бер.             | Квіт.            | Трав.            | Черв.            | Лип.             | Серп.            | Вер.             | Жовт.            | Лист.            | Груд.            |                  |
| Середній максимум, °C                         | 6,49             | 8,69             | 13,24            | 17,51            | 22,17            | 25,31            | 24,71            | 24,07            | 20,36            | 15,13            | 9,23             | 5,09             |                  |
| Середня температура, °C                       | −0,09            | 2,10             | 6,68             | 10,93            | 15,60            | 18,72            | 20,44            | 19,80            | 16,10            | 10,85            | 4,96             | 0,82             |                  |
| Середній мінімум, °C                          | −6,65            | −4,46            | 0,09             | 4,36             | 9,02             | 12,15            | 16,17            | 15,52            | 11,82            | 6,57             | 0,69             | −3,46            |                  |
| Норма опадів, мм                              | 57               | 54               | 65               | 74               | 82               | 97               | 88               | 91               | 93               | 94               | 96               | 72               |                  |
| Середньомісячна швидкість вітру, м/с          | 1.60             | 1.72             | 2.20             | 2.08             | 1.90             | 1.71             | 1.70             | 1.52             | 1.50             | 1.51             | 1.60             | 1.60             |                  |
| Середньомісячна сонячна радіація, кДж/м²·день | 4152             | 6879             | 10500            | 15019            | 19138            | 21069            | 22174            | 19336            | 14130            | 8739             | 4564             | 3371             |                  |
| --------------------------------------------- | ---------------- | ---------------- | ---------------- | ---------------- | ---------------- | ---------------- | ---------------- | ---------------- | ---------------- | ---------------- | ---------------- | ---------------- | ---------------- |
| Джерело:                                      |                  |                  |                  |                  |                  |                  |                  |                  |                  |                  |                  |                  |                  |